# Tatra T3Mod
Tatra T3Mod je typ tramvaje, který vznikl modernizací československé tramvaje Tatra T3.

## Historie
Dopravný podnik mesta Košice své tramvaje nijak nemodernizoval (kromě několika vozů T3M, které byly vyřazeny v 90. letech). Proto se situace ohledně vozového parku začala stávat závažnou. Pro prototyp celkové modernizace byl v roce 2000 vybrán vůz T3SUCS evidenční číslo 359. V dalších přestavbách se však nepokračovalo. Tuto tramvaj již od samého začátku trápily poruchy brzd. Navíc se přidala i elektrická výzbroj, kterou v EVPÚ pořádně nedoladili. Od roku 2005 je tramvaj dlouhodobě odstavena a její opětovné zprovoznění je zatím v nedohlednu.
O rok později byla téměř stejná modernizace provedena i u bratislavské tramvaje T3 ev. č. 7701, která byla při rekonstrukci přečíslována na ev. č. 7304. Obě modernizace proběhly v Železničných opravovniach a strojárňach (ŽOS) Zvolen. Zejména u bratislavského vozu byla však přestavba provedena nekvalitně. Zprovozňování tohoto vozu trvalo velmi dlouho a do pravidelného provozu příliš nezasahuje.

## Modernizace
U obou tramvají byla provedena generální oprava vozové skříně, zmodernizován byl jak interiér (polstrované sedačky, nové osvětlení apod.) tak i stanoviště řidiče. Byly nainstalovány informační panely pro cestující, tramvaje obdržely polopantograf. U košické tramvaje byly navíc vyměněny původní čtyřdílné dveře za nové dvojkřídlé výklopné. Poměrně velké změny se odehrály v elektrické části vozů. Byla dosazena nová asynchronní elektrická výzbroj z EVPÚ Nová Dubnica.

## Provoz
Modernizace na typ T3Mod probíhaly v letech 1999–2001.
| Současný stát | Město      | Článek | Typ   | Roky modernizací | Počet vozů | Poznámky | Zdroj |
| ------------- | ---------- | ------ | ----- | ---------------- | ---------- | -------- | ----- |
| Slovensko     | Bratislava | článek | T3Mod | 2001             | 1          |          | [ 1 ] |
| Slovensko     | Košice     | článek | T3Mod | 1999–2000        | 1          |          | [ 2 ] |